# Kustołowo-Suchodiłka
Kustołowo-Suchodiłka (ukr. Кустолово-Суходілка) – wieś na Ukrainie, w obwodzie połtawskim, w rejonie połtawskim, w hromadzie Mychajliwka. W 2001 liczyła 1467 mieszkańców, spośród których 1390 wskazało jako ojczysty język ukraiński, 63 rosyjski, 3 mołdawski, 2 białoruski, 1 ormiański, 4 gagauski, 1 polski, a 3 inny.